# Geokichla schistacea
Geokichla schistacea là một loài chim trong họ Turdidae.